# Eustachy Kugler
Eustachy Kugler (ur. 15 stycznia 1867 w Nittenau; zm. 10 czerwca 1946 w Ratyzbonie) – niemiecki bonifrater, błogosławiony Kościoła katolickiego.

## Życiorys
Był najmłodszym z sześciorga dzieci, jego ojciec, który zajmował się podkuwaniem koni, zmarł w 1874. W 1880 roku mając 13 lat, został wysłany do Monachium, żeby nauczył się zawodu. W czasie pracy uległ wypadkowi i uszkodził sobie nogi, przez co musiał wrócić do rodzinnego domu. Wkrótce potem zmarła jego matka. Mając 27 lat wstąpił do zakonu bonifratrów. W czasie II wojny światowej był prowincjałem Prowincji Bawarskiej swojego zakonu. Nie ukrywał antyfaszystowskich przekonań i z tego powodu był wielokrotnie przesłuchiwany przez gestapo. Zmarł w opinii świętości.
Beatyfikował go papież Benedykt XVI w dniu 4 października 2009 roku. Uroczystości beatyfikacyjne odbyły się w katedrze w Ratyzbonie.